# Pekkalansaaret
Pekkalansaaret är en ö i Finland. Den ligger i älven Siikajoki och i kommunen Siikajoki i den ekonomiska regionen  Brahestads ekonomiska region  och landskapet Norra Österbotten, i den centrala delen av landet, 500 km norr om huvudstaden Helsingfors. Öns area är 1,9 hektar och dess största längd är 250 meter i sydöst-nordvästlig riktning.